# Sei Nazioni femminile 2008
Il Sei Nazioni femminile 2008 (in inglese 2008 Women's Six Nations Championship; in francese Tournoi des Six Nations féminin 2008) fu la 7ª edizione del torneo rugbistico che vede annualmente confrontarsi le Nazionali femminili di Francia, Galles, Inghilterra, Irlanda, Italia e Scozia, nonché la 13ª in assoluto, considerando anche le edizioni dell'Home Championship e del Cinque Nazioni.
Organizzato da Six Nations Rugby Ltd, si tenne dal 1º febbraio al 16 marzo 2008 con lo stesso calendario del corrispettivo maschile.
In tale edizione del torneo l'Inghilterra si aggiudicò il terzo Grande Slam consecutivo e, più in generale, il suo nono titolo assoluto.
Per quanto riguarda altri traguardi notevoli, la gallese Non Evans raggiunse la sua centesima presenza internazionale nel corso della vittoria per 3-0 (la partita con il minor numero di punti della storia del torneo) contro la Francia.
Infine, l'Italia colse la sua prima vittoria di sempre nel torneo allo stadio comunale di Mira contro la Scozia, un 31-10 che per la prima volta relegò le britanniche all'ultimo posto in classifica e senza punti; in tale incontro le italiane Licia Stefan e Michela Tondinelli raggiunsero la cifra tonda di rispettivamente 50 e 60 presenze in nazionale.

## Risultati

### 1ª giornata
| Arbitro: | David Walker |

|                                |    |  |
| Lambert 47’ Healy 55’ Ryan 60’ | mt |  |
| J. O’Sullivan 55’ Davitt 60’   | tr |  |

| Arbitro: | Christine Bigaran |

|                                                               |    |  |
| Allan (3) Barras C. Spencer Hunter Staniford Merchant Leonard | mt |  |
| Richardson (5)                                                | tr |  |

| Edimburgo 3 febbraio 2008, ore 12 UTC | Scozia        | 15 – 43 referto | Francia | Meggetland\| Arbitro: \| Michael Black \| |
| Arbitro:                              | Michael Black |                 |         |                                           |

### 2ª giornata
| Arbitro: | Leighton Hodges |

|                       |      | |
|                       | mt   | 9’ Taylor 14’, 30’ Turner 22’ Barras 25’ Alphonsi 28’, 80’ Waterman 55’, 75’ Merchant 57’ Leonard 60’ Massarella 65’ McGilchrist |
|                       | tr   | 9’, 14’, 25’, 28’, 30’ Richardson 55’, 57’, 60’ McLean                                                                           |
| Veronica Schiavon 43’ | c.p. | |
| Tondinelli 3’         | drop | |

| Arbitro: | Paul Knowles |

|             |      |          |
| Rickard (2) | mt   |          |
| Evans (2)   | tr   |          |
| Evans (3)   | c.p. | Gill (2) |

| Saint-Gratien 10 febbraio 2008, ore 15 UTC+1 | Francia          | 26 – 17 referto | Irlanda | Stadio Michel Hidalgo\| Arbitro: \| Alessandro Cason \| |
| Arbitro:                                     | Alessandro Cason |                 |         |                                                         |

### 3ª giornata
| Arbitro: | Sabine Darrieux |

|                      |      |      |
| J. O’Sullivan Belton | mt   |      |
| G. Davitt            | c.p. | Gill |

| Arbitro: | Colin Brett |

|  |    |                                   |
|  | mt | Allan Talyor C. Spencer Beale (2) |
|  | tr | McLean (3)                        |

| Arbitro: | Brian MacNeice |

|                                |      |            |
| Rickard Baxter Poolman Flowers | mt   | Campanella |
| N. Evans (2)                   | tr   |            |
| N. Evans                       | c.p. |            |

### 4ª giornata
| Dublino 7 marzo 2008, ore 19:30 UTC                      | Irlanda | 10 – 19 referto | Galles | Templeville Road |
| Barrett Neville mt Rickard tr N. Evans c.p. N. Evans (4) |         |                 |        |                  |
|                                                          |         |                 |        |                  |
| Barrett Neville                                          | mt      | Rickard         |        |                  |
|                                                          | tr      | N. Evans        |        |                  |
|                                                          | c.p.    | N. Evans (4)    |        |                  |

| Arbitro: | David Bodilly |

|              |    |                                                                  |
| Lockhart 43’ | mt | 14’, 40’ Staniford 25’ Clark 46’ Merchant 48’ Allan 70’ Waterman |
|              | tr | 14’ Richardson 48’ McLean                                        |

| Arbitro: | Clare Hodnett |

|                                                                |      |                           |
| Ladagnous 5’ Lagougine 11’ Allainmat 26’ Sartini 40’ Canal 60’ | mt   |                           |
| Sartini 5’, 11’, 26’, 40’, 60’                                 | tr   |                           |
|                                                                | c.p. | 3’, 72’ Veronica Schiavon |

### 5ª giornata
| Arbitro: | Jonathan Peak |

|      |      |  |
| Reed | c.p. |  |

| Arbitro: | Andrew Healy |

|                          |      |            |
| Allan 1’ Beale 70’       | mt   | 80’ Mahon  |
| McLean 1’ Richardson 70’ | tr   | 80’ Davitt |
| Mclean 8’                | c.p. |            |

| Arbitro: | Christine Bigaran |

|                                        |      |                       |
| Veronica Schiavon 18’ Severin 38’, 67’ | mt   | 8’ D’Silva 61’ McCord |
| Veronica Schiavon 18’, 38’             | tr   |                       |
| Veronica Schiavon 10’, 28’, 41’, 45’   | c.p. |                       |

## Classifica
| Pos | Squadra     | G | V | N | P | PF  | PS  | DP   | Pt |
| --- | ----------- | - | - | - | - | --- | --- | ---- | -- |
| 1   | Inghilterra | 5 | 5 | 0 | 0 | 213 | 18  | +195 | 10 |
| 2   | Francia     | 5 | 4 | 0 | 1 | 72  | 76  | −4   | 8  |
| 3   | Galles      | 5 | 3 | 0 | 2 | 104 | 72  | +32  | 6  |
| 4   | Irlanda     | 5 | 2 | 0 | 3 | 66  | 65  | +1   | 4  |
| 5   | Italia      | 5 | 1 | 0 | 4 | 48  | 167 | −119 | 2  |
| 6   | Scozia      | 5 | 0 | 0 | 5 | 39  | 144 | −105 | 0  |